# 1823 en architecture
| Années de l'architecture : 1820 - 1821 - 1822 - 1823 - 1824 - 1825 - 1826    |
| Décennies de l'architecture : 1790 - 1800 - 1810 - 1820 - 1830 - 1840 - 1850 |

Cet article présente les faits marquants de l'année 1823 en architecture.

## Réalisations
- William Strickland construit l'église Saint-Étienne à Philadelphie, un des premiers édifices en style néogothique.

## Événements
- Début des travaux de construction du British Museum à Londres, dessiné par sir Robert Smirke (anobli par la suite) (fin en 1847).

- Début des travaux de construction de l'Altes Museum à Berlin, dessiné par Karl Friedrich Schinkel, et qui sera terminé en 1830.

- Guillaume Henri Dufour, Marc Seguin et Marc-Auguste Pictet réalisent à Genève le premier pont suspendu à câble métallique d’Europe, la passerelle de Saint-Antoine[1].

## Récompenses
- Prix de Rome : Félix Duban.

## Naissances
- 8 mars : Thomas Fuller († 28 septembre 1898).
- Charles Barry junior, fils de Charles Barry († 1900).
- Francis Fowke († 1865).

## Décès
- 16 août : Louis-Martin Berthault (°1770).